# Yaren
Yaren (régebbi nevén Makwa) a csendes-óceáni törpe szigetállam, a Naurui Köztársaság alig néhány házcsoportból álló aprócska települése, az ország legnagyobb városa.

## Története
1798-ban fedezte fel John Fearn hajóskapitány, és Kellemes-szigetnek (Pleasant Island) nevezte el.
Felfedezése idejében a pici szigetnek mindössze másfélezer körüli bennszülött lakosa volt.
1888-ban német gyarmat lett. Hamarosan rábukkantak a hatalmas foszfátrétegre is, melynek kiaknázását már az első világháború előtt megkezdte egy angol vállalat.
1920-tól brit-ausztrál gyámság alatt állt.
1968-ban vívta ki függetlenségét.

## Lakossága
A sziget lakosságának több mint a fele bennszülött naurui. A többiek kínaiak, és a környező csendes-óceáni szigetekről bevándorolt vendégmunkások, akik a foszfát kitermeléseken, aprítóműhelyekben és a kikötőkben dolgoznak.

## Földrajza

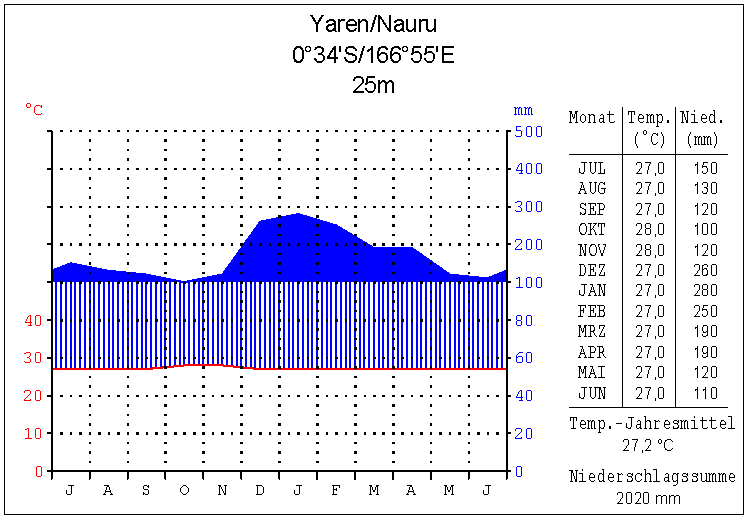
Yaren klímadiagramja

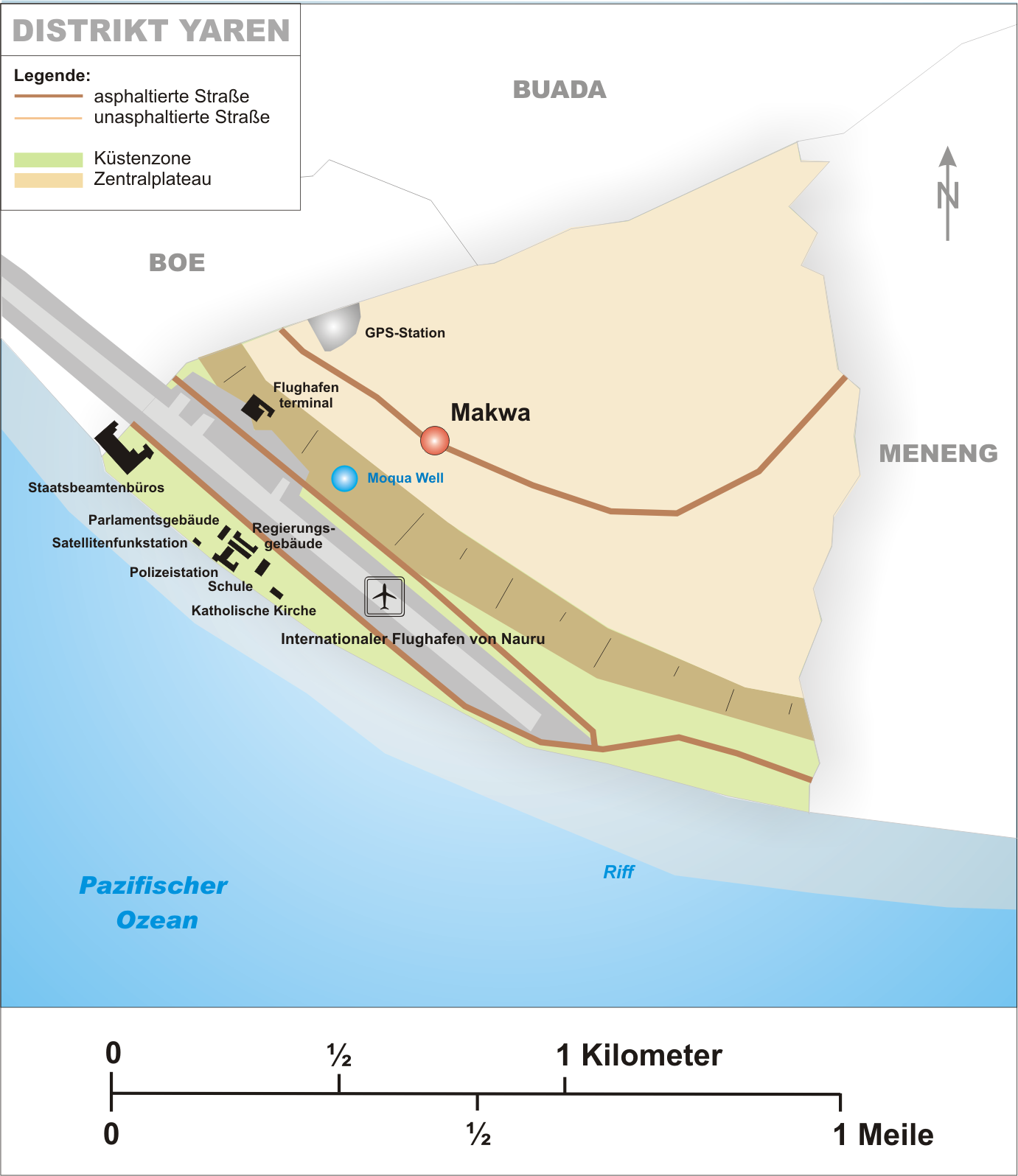
Yaren térképe

Az Egyenlítőtől alig 50 km-re délre fekszik. A hőmérséklet átlagosan 27-28 °C, éghajlata egyenletesen meleg, a csapadék évi átlaga 2040 mm.
A korallzátonyokkal körülvett tojásdad alakú sziget sík tengerpartját keskeny sávban kókuszfaligetek szegélyezik, a sziget belsejében fekvő korallfennsík legnagyobb tengerszint feletti magassága 60 méter, melyet vastag foszfátréteg borít, mely páratlan természeti kincsnek számít, és a szigetország ennek köszönheti jólétét is.
| Hónap                         | Jan. | Feb. | Már. | Ápr. | Máj. | Jún. | Júl. | Aug. | Szep. | Okt. | Nov. | Dec. | Év   |
| ----------------------------- | ---- | ---- | ---- | ---- | ---- | ---- | ---- | ---- | ----- | ---- | ---- | ---- | ---- |
| Rekord max. hőmérséklet (°C)  | 34,0 | 37,0 | 35,0 | 35,0 | 32,0 | 32,0 | 35,0 | 33,0 | 35,0  | 34,0 | 36,0 | 35,0 | 37,0 |
| Átlagos max. hőmérséklet (°C) | 30,0 | 30,0 | 30,0 | 30,0 | 30,0 | 30,0 | 30,0 | 30,0 | 30,0  | 31,0 | 31,0 | 31,0 | 30,3 |
| Átlagos min. hőmérséklet (°C) | 25,0 | 25,0 | 25,0 | 25,0 | 25,0 | 25,0 | 25,0 | 25,0 | 25,0  | 25,0 | 25,0 | 25,0 | 25,0 |
| Rekord min. hőmérséklet (°C)  | 21,0 | 21,0 | 21,0 | 21,0 | 20,0 | 21,0 | 20,0 | 21,0 | 20,0  | 21,0 | 21,0 | 21,0 | 20,0 |
| Átl. csapadékmennyiség (mm)   | 280  | 250  | 190  | 190  | 120  | 110  | 150  | 130  | 120   | 100  | 120  | 280  | 2040 |
| Forrás:                       |      |      |      |      |      |      |      |      |       |      |      |      |      |

## Gazdasága
Az aprócska, alig néhány házból álló főváros és a külvilág között az összeköttetést Yaren nemzetközi repülőtere biztosítja.
A szerény kormányépületek, az elnöki hivatal és a parlament is a repülőtér közvetlen szomszédságában találhatók.
A bank, a postahivatal és az üzletek többsége kissé a repülőtértől nyugatra, kissé távolabb találhatók.
Yarent buszjáratok kötik össze a foszfátfeldolgozó üzemmel és a vendégmunkások településeivel.

## Nevezetességek
- a parlament épülete
- kormányhivatalok
- rendőrség
- Moqua Well
- rádióállomás
- Naurui nemzetközi repülőtér